# Jaume Castells Ferrer
Jaume Castells Ferrer (Benisa, 6 de noviembre de 1942) es un agricultor y político de la Comunidad Valenciana, España. Hijo de una familia de campesinos, a los 23 años se estableció en Valencia. En 1968 ingresó en el grupo político valenciano PROLESA y en 1971 se afilió a la coordinadora del Metal de Valencia de Comisiones Obreras. En 1974 ingresó en la Federación valenciana del Partido Socialista Obrero Español (PSOE) (después Partido Socialista del País Valenciano-PSOE) y en la Unión General de Trabajadores, de la que en 1976 fue miembro del comité federal. Además, en 1975 fue elegido miembro de la Comisión Ejecutiva Nacional (actualmente Comisión Ejecutiva Federal) del PSOE.
En las primeras elecciones municipales democráticas fue elegido concejal del ayuntamiento de Benisa (provincia de Alicante) de 1979 a 1987, siendo Alcalde durante el periodo 1986-1987 y Teniente de Alcalde de 1999 a 2003. Al mismo tiempo, ha sido diputado al Congreso por la circunscripción electoral de Valencia en las elecciones generales de 1977, 1979, 1982, 1986, 1989 y 1993, y en el Congreso de los Diputados ha sido miembro de la Comisión de Agricultura, Ganadería y Pesca.